# Battenburgmönster
Battenburgmönster är ett mönster som tagits fram för att maximera synlighet. Det används främst på utryckningsfordon men förekommer även ofta på vägarbetsfordon/väghållningsfordon.

## Historik

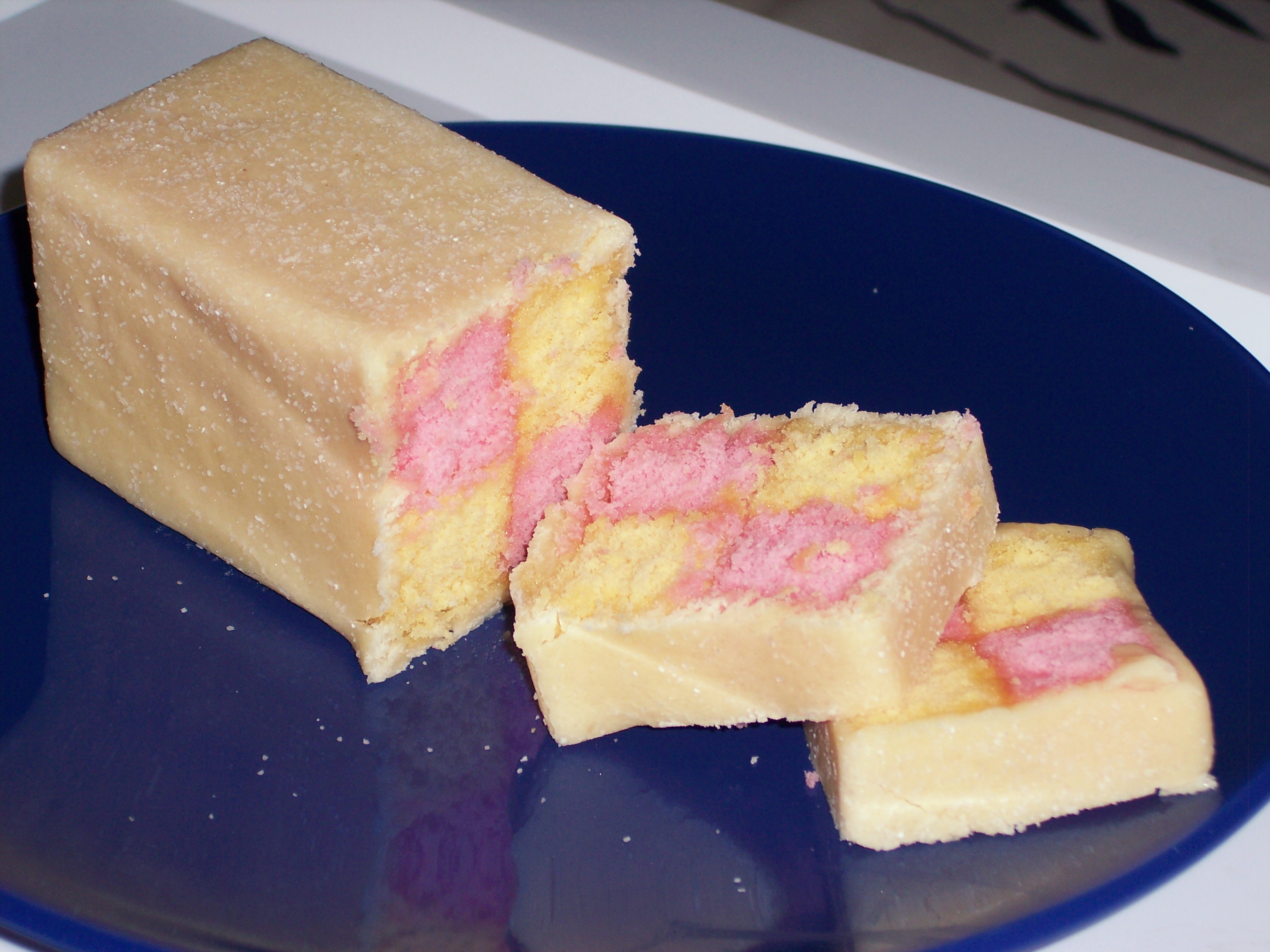
Battenbergkaka.

Battenburgmönstret utvecklades ursprungligen i mitten av 1990-talet för den brittiska trafikpolisens patrullbilar. Därefter har även räddningstjänsten i Sverige, ambulanssjukvård och väg- och banförvaltare (såsom Trafikverket) infört mönstret på fordon i sina verksamheter. Namnet kommer från mönstrets likhet i utseende med tvärsnittet av en battenbergkaka.

## Utveckling av mönstret
Uppdraget att utveckla mönstret syftade till att skapa en visuell markering som maximerar synligheten för polisfordon som stannats på trafikolycksplatser. Markeringen skulle ge god effekt både i dagsljus och i mörker.
De viktigaste målen vid utvecklingen av battenburgmönstret var att: 
- förbättra polismannens och allmänhetens säkerhet genom att minska risken för trafikolyckor där synlighet av polisens fordon är en faktor.
- möjliggöra identifiering av en polisbil upp till ett avstånd av 500 meter i normalt dagsljus.
- bidra till att polisarbetet synliggörs för att lugna allmänheten och öka den brottsförebyggande effekten av trafikkontroller.

En viktig utgångspunkt var att forskning hade visat att det mänskliga ögat är mest känsligt för blå och gröna nyanser på natten och gula och gröna i dagsljus.

## Utformning
Battenburgmönster består vanligen av två eller tre rader med förskjutna reflekterande rektanglar i två kontrastfärger.
| Exempel på battenburgmarkeringar i Sverige |                    |              |
|                                            | Polis              | Gul / Blå    |
|                                            | Ambulans           | Gul / Grön   |
|                                            | Räddningstjänst    | Gul / Röd    |
|                                            | Väghållningsfordon | Orange / Blå |

## Uppföljning av säkerhetshöjande effekter
En undersökning utförd vid Vägverket visar att orange/blå reflekterande och fluorescerande battenburgmönster på väghållningsfordon leder till att medtrafikanternas uppmärksamhet ökar, jämfört med observationer vid väghållningsfordon utan detta mönster. Förare som kör förbi fordon med battenburgmönster sänker hastigheten tydligt, störst är fartdämpningen hos förare som annars brukar köra fortast.
Ett möjligt problem är att battenburgmönstrets signalstyrka urvattnas, i takt med att mönstret börjar användas på allehanda kommersiella fordon.
[källa behövs]

## Bildgalleri

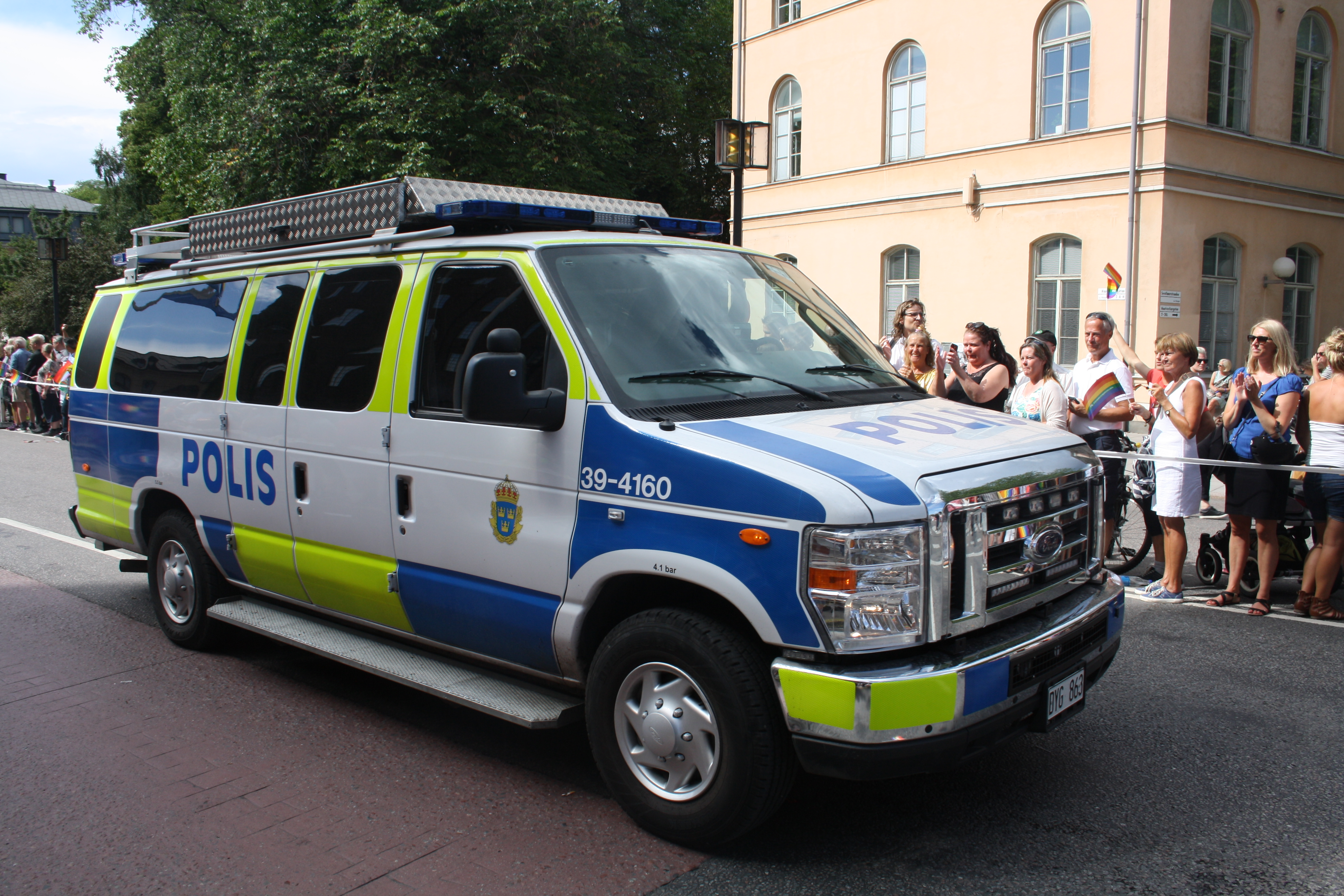
Svensk polisbil.
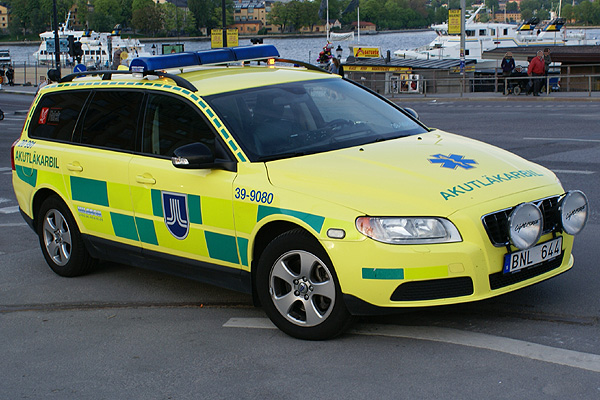
Akutbil, Stockholm.
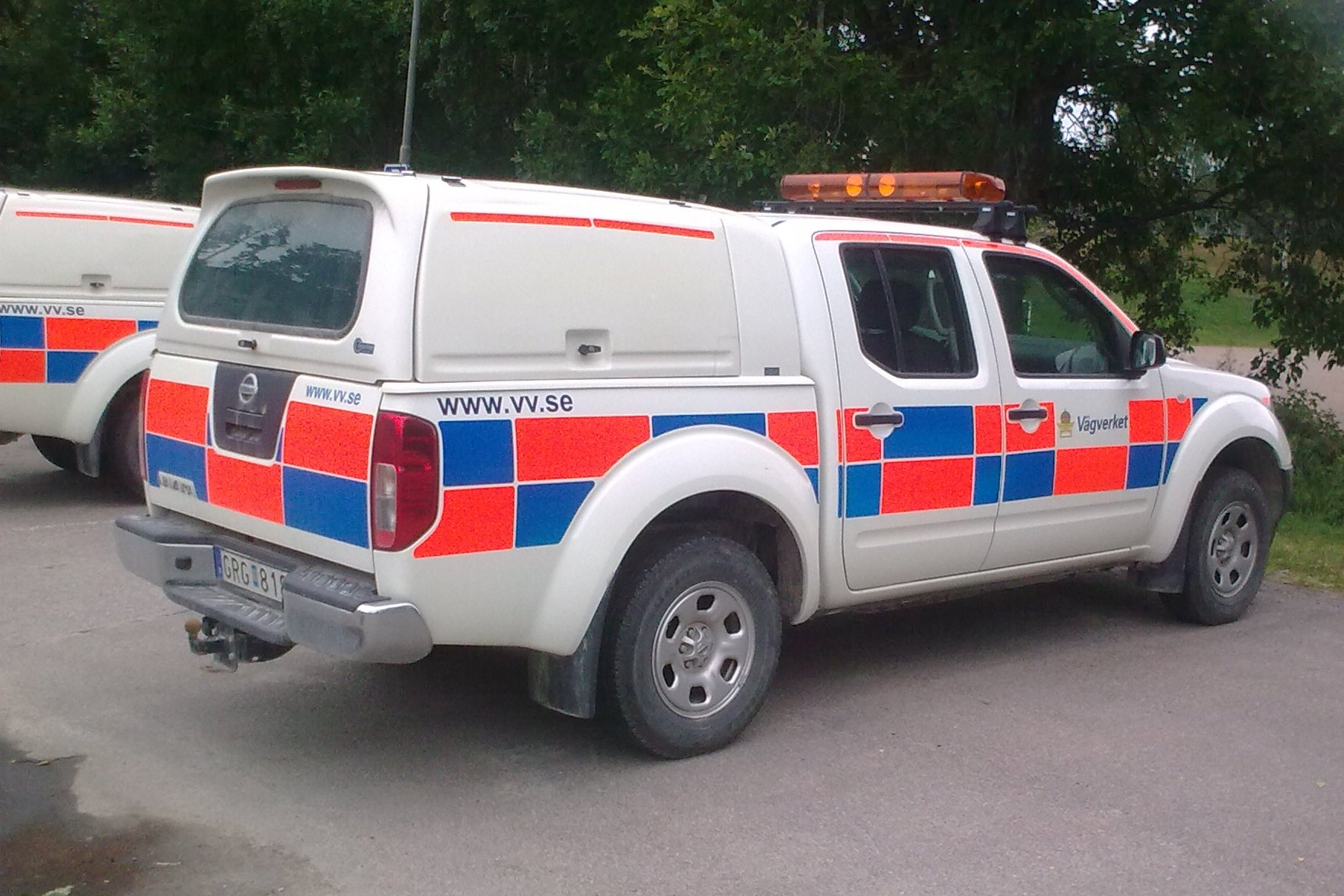
Väghållningsfordon.
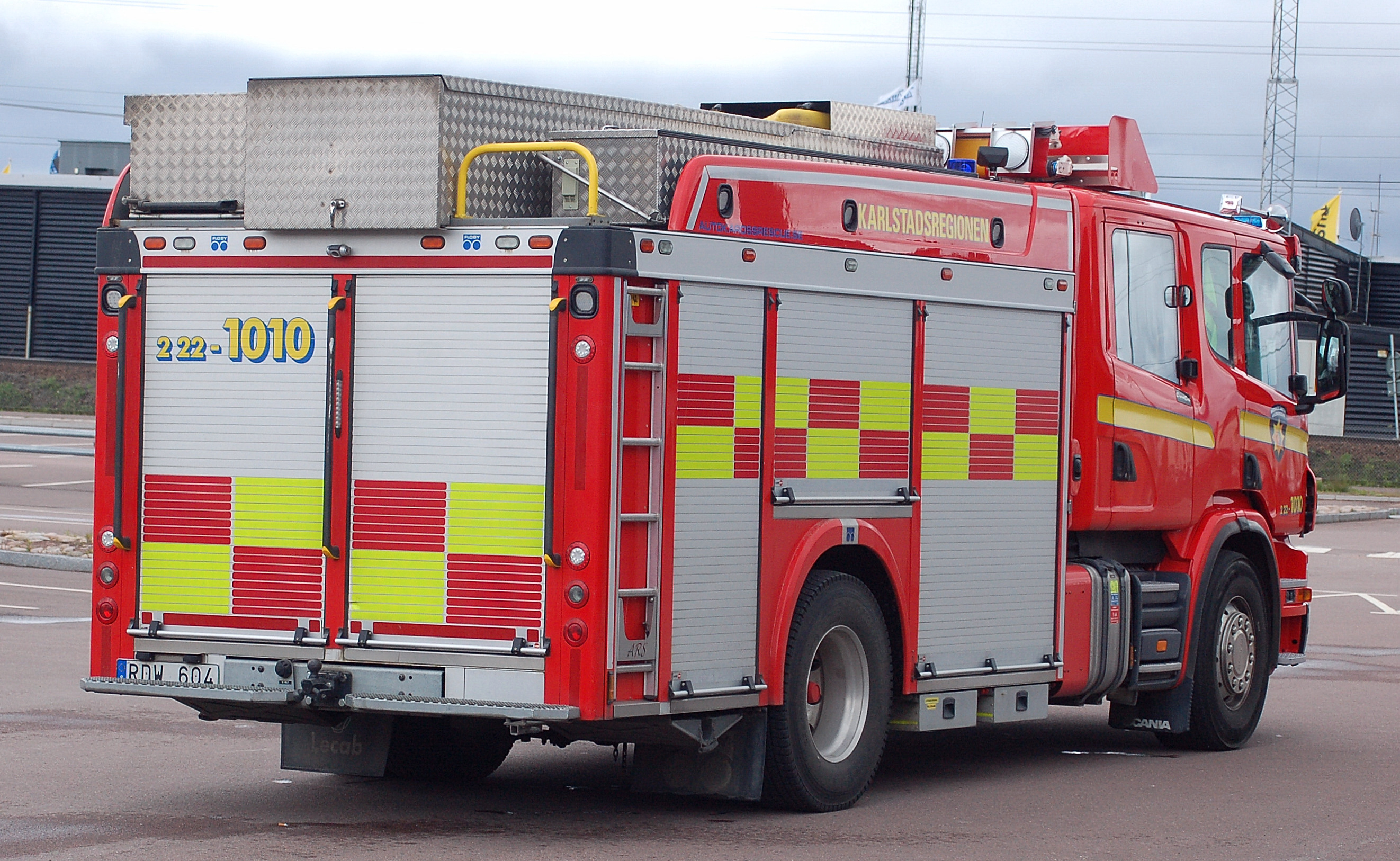
Brandbil, Karlstad